# Cementerio de automóviles
Cementerio de automóviles es el primer álbum de estudio de la banda de Granada 091. Fue publicado en el mes de noviembre de 1984 a través del sello discográfico DRO, tras haberse grabado en el estudio discográfico madrileño TRAK.
Por aquel entonces el grupo 091 estaba compuesto por José Antonio García (voz y armónica), José Ignacio Lapido (guitarra), Antonio Arias (bajo) y Tacho González (batería).
El único single que se extrajo de este álbum fue "Ella está detrás de la puerta", aunque en las posteriores reediciones del disco en 1996 y 2014 se incorporaron las cuatro canciones de los dos primeros singles "Fuego en mi oficina" y "Lágrimas en el paraíso", publicados respectivamente en 1983 y 1984.   

## Lista de canciones
Todas las canciones fueron compuestas por José Ignacio Lapido.
1. "Cementerio De Automóviles"
2. "Las Sombras"
3. "El Hombre Invisible"
4. "Arenas Movedizas"
5. "El Desafío"
6. "Primer Invierno Después"
7. "Esperar La Lluvia"
8. "El Placer Y El Dolor"
9. "Ella Está Detrás De La Puerta"

Bonus Tracks:
1. "Lágrimas En El Paraíso"
2. "El Deseo De Ser Piel Roja"
3. "Llamadas Anónimas"
4. "Fuego En Mi Oficina"

## Personal

### Formación
- José Antonio García - Cantante y armónica
- José Ignacio Lapido - Guitarra
- Antonio Arias - Bajo
- Tacho González - Batería

### Colaboradores
- Manuel Hernández - Saxofón
- Luis Poyatos - Piano
- José Luis Medrano - Trompeta